# In a Different Light
In a Different Light is de tweede aflevering van het veertiende seizoen van de televisieserie ER, die voor het eerst werd uitgezonden op 4 oktober 2007.

## Verhaal
Dr. Moretti maakt zich niet geliefd als hij grote veranderingen wil doorvoeren over het inchecken van patiënten op de SEH. 
Dr. Lockhart en dr. Dubenko krijgen een discussie over een patiënt die kort geleden gewond is geraakt bij een schietpartij. De kogel zit nog in hem en de politie willen deze graag hebben als bewijsmateriaal. De patiënt doet zich voor als een onschuldig slachtoffer maar later blijkt dat hij niet zo onschuldig is als hij beweert.
Dr. Rasgotra is weer aan de betere hand na haar operatie en verveelt zich, later wordt zij ontslagen en mag thuis verder aansterken.
Dr. Gates begint aan zijn nieuwe baan op de i.c. en maakt kennis met een jonge patiënt die zijn interesse wekt. Hij ontdekt dat de jongen een zeldzame terminale ziekte heeft, hij wil dat de jongen hier eerlijk is tegen zijn moeder. 
Dr. Pratt gaat naar dr. Anspaugh om te klagen over dr. Moretti, hij stelt voor dat hij het nieuwe hoofd wordt van de SEH maar wordt meteen afgewezen.
Dr. Morris en Taggart behandelen een vrouw die samen met een tiener gewond zijn geraakt bij een auto-ongeluk. Later ontdekken zij dat de vrouw de lerares is van de tiener en dat zij zwanger is van hem. Ondertussen krijgt dr. Morris een mededeling van Bobeck waar hij niet zo blij mee is. 
Dr. Lockhart heeft het emotioneel zwaar door de afwezigheid van haar man dr. Kovac. De moeilijke verhouding tussen haar en dr. Moretti helpt hier ook niet echt bij.

## Rolverdeling

### Hoofdrollen
- Maura Tierney - Dr. Abby Lockhart
- Mekhi Phifer - Dr. Gregory Pratt
- Parminder Nagra - Dr. Neela Rasgrota
- John Stamos - Dr. Tony Gates
- Scott Grimes - Dr. Archie Morris
- Stanley Tucci - Dr. Kevin Moretti
- Busy Philipps - Dr. Hope Bobeck
- J.P. Manoux - Dr. Dustin Crenshaw
- Gil McKinney - Dr. Paul Grady
- John Aylward - Dr. Donald Anspaugh
- Gina Ravera - Dr. Bettina DeJesus
- Linda Cardellini - verpleegster Samantha Taggart
- Laura Cerón - verpleegster Chuny Marquez
- Angel Laketa Moore - verpleegster Dawn Archer
- Lyn Alicia Henderson - ambulancemedewerker Pamela Olbes
- Brian Lester - ambulancemedewerker Brian Dumar
- Troy Evans - Frank Martin

### Gastrollen (selectie)
- Miles Heizer - Joshua Lipnicki
- Natacha Roi - Serena Lipnicki
- Andrew James Allen - Casey
- Annie Campbell - Joanna
- Joe Manganiello - politieagent Litchman
- Mercedes Colon - rechercheur
- Jesse Garcia - Carlos Vega
- Christina Vidal - Elena Vega
- Christina Haag - Mrs. Barnes